# Bernard Buchwald
Bernard Karol Buchwald (ur. 15 maja 1917 w Ocieszynie, zm. 31 grudnia 2013 w Poznaniu) – kapitan pilot Polskich Sił Zbrojnych, podpułkownik rezerwy Wojska Polskiego.

## Życiorys
Syn Karola i Marii z Klunderów, miał pięcioro rodzeństwa. Nie uczęszczał do szkoły powszechnej, odbierał prywatną edukację w domu rodziców. Zdał egzamin i został uczniem ostatniej klasy szkoły przygotowawczej. Następnie uczył się w gimnazjum im. Marii Magdaleny w Poznaniu, gdzie w 1937 roku uzyskał maturę. Podczas nauki odbył przeszkolenie szybowcowe w ramach Przysposobienia Wojskowego Lotniczego w Ustjanowej. W sierpniu 1936 roku uzyskał kategorię C pilota szybowcowego. We wrześniu został skierowany na kurs pilotażu silnikowego, który odbył na lotnisku Lublinek. W tym samym roku wstąpił do Aeroklubu Poznańskiego.
W 1938 roku został przyjęty do Szkoły Podchorążych Lotnictwa, którą ukończył w 1939 roku z 12. lokatą. Nie brał udziału w kampanii wrześniowej, przez Królestwo Rumunii przedostał się do Francji na pokładzie statku „Patris”. W Szkole Nawigatorów i Strzelców w bazie Versailles odbył przeszkolenie lotnicze. Od maja do czerwca 1940 roku latał w kluczu obrony miasta Bussac.
Po klęsce Francji przedostał się do Wielkiej Brytanii, gdzie wstąpił do Polskich Sił Powietrznych i otrzymał numer służbowy RAF P-0372. Od września do października 1940 roku odbył kurs pilotażu w 15 Secondary Flying Training School (SFTS) w Carlisle. Po jego ukończeniu został w listopadzie skierowany do 8 Bomber and Gunner School (BGS) w Evanton, gdzie służył do lutego 1941 roku. Następnie został przeniesiony do 55 Operational Training Unit (OTU) na dalsze szkolenie. 28 marca 1941 roku został przydzielony do 316 dywizjonu myśliwskiego „Warszawskiego”.
Został zestrzelony 12 kwietnia 1942 roku podczas lotu osłonie bombowców atakujących węzeł kolejowy w Hazebrouck w ramach operacji Circus. Trafił do przejściowego obozu jenieckiego dla lotników alianckich pod Frankfurtem nad Menem, skąd w maju trafił do Stalag Luft III w Żaganiu.
Brał udział w przygotowaniu tuneli, które posłużyły do „Wielkiej ucieczki”, on sam nie zdołał wydostać się z obozu. 26 stycznia 1945 roku obóz został ewakuowany na zachód. W okolicach Lubeki jeńców wyzwoliły oddziały armii brytyjskiej. Powrócił do Wielkiej Brytanii, gdzie w ożenił się z Moniką Hammond i rozpoczął studia w zakresie filologii angielskiej na uniwersytecie w Birmingham.
Po roku przerwał studia i powrócił do służby w lotnictwie. W 1946 roku urodziła mu się córka Christine, rok później druga – Cathleen. Zrezygnował ze służby wojskowej, znalazł zatrudnienie w firmie galwanizacyjnej. Zdecydował się na powrót do Polski, gdzie dotarł w czerwcu 1947 roku. Żona z córkami pozostała w Anglii, w późniejszym czasie wystąpiła o rozwód. On sam rozpoczął studia w Wyższej Szkole Handlowej, w 1951 roku przeniósł się na anglistykę na Uniwersytecie im. Adama Mickiewicza w Poznaniu. Po zamknięciu kierunku studiów w 1952 roku rozpoczął pracę w biurze Targów Poznańskich jako kierownik biura transportu. Ze względów politycznych został zwolniony z pracy rok później. Zatrudnił się w poznańskim Przedsiębiorstwie Robót Drogowych jako kierownik działu transportu, ukończył też wieczorowo technikum geodezyjne. W tym okresie ożenił się z Aleksandrą Walczak. W 1965 roku powrócił na studia anglistyczne na UAM.
Powrócił do latania w Aeroklubie Poznańskim, ale z powodu służby w PSP na Zachodzie został usunięty z aeroklubu w 1948 roku.
W 1970 roku uzyskał tytuł magistra i zdecydował się na pozostanie na UAM i przygotowywanie rozprawy doktorskiej. Zbierając materiały wyjeżdżał do Wielkiej Brytanii i Stanów Zjednoczonych. W 1976 roku obronił pracę doktorską zatytułowaną „Polish Translation Equivalents of English Determiners”. Poza pracą w UAM znalazł dodatkowe zatrudnienie jako lektor w Dowództwie Wojsk Lotniczych i Obrony Powietrznej. W 1978 roku zawarł trzeci związek małżeński z Aleksandrą Sobczak. W 1979 roku przeszedł na emeryturę. W ograniczonym zakresie prowadził nadal zajęcia dla studentów UAM, od 1994 roku pracował jako tłumacz przysięgły. Działał społecznie, należał do Klubu Seniorów Lotnictwa Aeroklubu Poznańskiego.
10 listopada 2011 roku został ojcem chrzestnym sztandaru 31. Bazy Lotnictwa Taktycznego w Krzesinach.
Zmarł 31 grudnia 2013 roku w Poznaniu, został pochowany na cmentarzu parafii św. Stanisława Kostki.

## Współpraca z organami bezpieczeństwa PRL
Zachowane w archiwach Instytutu Pamięci Narodowej dokumenty związane z rozpracowaniem operacyjnym krypt. „Mewa” potwierdzają, że Bernard Buchwald został pozyskany 13 kwietnia 1948 roku przez Urząd Bezpieczeństwa do współpracy w charakterze tajnego współpracownika. Pozyskanie nastąpiło w czasie trwania Targów Poznańskich. W trakcie współpracy posługiwał się pseudonimem „12” i zajmował się inwigilacją środowiska byłych lotników Polskich Sił Powietrznych.

## Publikacje
- 316 Warszawski Dywizjon Myśliwski, Warszawa 1989.
- Od Wrony do Spitfire'a, Poznań 1999.

## Ordery i odznaczenia
Za swą służbę otrzymał odznaczenia:
- Krzyż Walecznych
- Medal Lotniczy – dwukrotnie
- Polowa Odznaka Pilota
- Krzyż Kawalerski Orderu Odrodzenia Polski
- Medal „Za zasługi dla obronności kraju”